# فاتائو داودا
فاتائو داودا (انگلیسی: Fatau Dauda؛ زادهٔ ۶ آوریل ۱۹۸۵) یک بازیکن فوتبال اهل غنا است.
وی همچنین در تیم ملی فوتبال غنا بازی کرده‌است.